# Sonny Parker (musicien)
Pour les articles homonymes, voir Sonny Parker et Parker.
Sonny Parker est un chanteur et batteur de jazz américain, né le 5 mai 1925 à Youngstown (Ohio), mort le 7 février 1957 à New York.

## Biographie
Il devient membre de l'orchestre de Lionel Hampton en 1949.
Il effectue plusieurs tournées en Europe, notamment en 1953 et 1955.
En mai 1955, il est victime d'une hémorragie cérébrale lors d'un concert donné à Valenciennes.
Il meurt en 1957, à 31 ans.